# Satoru Uyama
Satoru Uyama (jap. 宇山賢 Uyama Satoru; ur. 10 grudnia 1991 w Takamatsu) – japoński szermierz, szpadzista, złoty medalista olimpijski.

## Życiorys
Na igrzyskach olimpijskich w Tokio Japończycy w składzie: Kōki Kanō, Kazuyasu Minobe, Masaru Yamada i Satoru Uyama zdobyli złoty medal drużynowo. Był to jego jedyny start olimpijski. Na rozgrywanych w 2018 roku igrzyskach azjatyckich w Dżakarcie również zdobył złoto w rywalizacji drużynowej. Ponadto kilkukrotnie zdobywał mistrzostw Azji, w tym złoty drużynowo na mistrzostwach Azji w Wuxi (2016) oraz srebrny indywidualnie i brązowy drużynowo na mistrzostwach Azji w Tokio (2019)